# Арфед Крюгер
Густав-Арфед Крюгер (нім. Gustav-Arved Crüger; 25 червня 1911, Піллау, Німецька імперія — 22 березня 1942, біля Мальти, Середземне море) — німецький льотчик-ас, майор люфтваффе. Кавалер Лицарського хреста Залізного хреста.

## Біографія
1 квітня 1931 року поступив на службу в 2-й піхотний полк рейхсверу, в 1934 році перейшов у люфтваффе.
Учасник Французької кампанії, командир 5-ї ескадрильї 30-ї бомбардувальної ескадри. 29 березня 1941 року ескадрилья Крюгера атакувала британську оперативну групу біля Крита і вивела з ладу авіаносець «Фомідебл». З квітня по 30 вересня 1941 року перебував у весільній відпустці, після чого був призначений командиром 210-ї ескадри швидкісних бомбардувальників, яка діяла на Східному фронті. З 13 березня 1942 року — командир 77-ї бомбардувальної ескадри. 22 березня 1942 року зник безвісти: літак Крюгера Ju 88 (бортовий номер 8 627) був збитий вогнем британських кораблів.

## Сім'я
У квітні 1941 року одружився з актрисою Каролою Ген. В червні 1942 року народився посмертний син Арфед-Міхаель.

## Звання
- Єфрейтор (1 жовтня 1931)
- Фанен-юнкер-унтер-офіцер (1 квітня 1932)
- Фенріх (1 червня 1933)
- Обер-фенріх (1 лютого 1934)
- Лейтенант (1 березня 1934)
- Оберлейтенант (1 квітня 1936)
- Гауптман (1 жовтня 1939)
- Майор (1 жовтня 1940)

## Нагороди
- Нагрудний знак пілота (20 травня 1935)
- Медаль «За вислугу років у Вермахті» 4-го класу (4 роки) (2 жовтня 1938)
- Медаль «У пам'ять 13 березня 1938 року» (2 жовтня 1938)
- Медаль «У пам'ять 1 жовтня 1938» (25 серпня 1939)
- Орден Заслуг (Угорщина), лицарський хрест з мечами на військовій стрічці (17 січня 1940)
- Залізний хрест
  - 2-го класу (17 березня 1940)
  - 1-го класу (4 травня 1940)
- Орден Корони Румунії, офіцерський хрест (6 травня 1940)
- Лицарський хрест Залізного хреста (19 червня 1940) — за заслуги під час атак на кораблі британських ВМС і Французької кампанії.
- Відзначений у Вермахтберіхт
  - «Бомбардувальники під командуванням майора Крюгера успішно атакували потужний британський військово-морський підрозділ о другій половині дня 29 березня в морській зоні на захід від Криту. Вони здійснили 3 бомбардування, незважаючи на сильний зенітний вогонь з авіаносця. Під час нальотів бомбардувальники збили британський винищувач Hawker Hurricane. Всі літаки повернулись на свої бази.» (30 березня 1941)
- Авіаційна планка бомбардувальника
  - в сріблі (19 травня 1941) — за 62 бойових вильоти.
  - в золоті (15 жовтня 1941) — за 110 бойових вильотів.
- Нагрудний знак пілота (Італія)